# ويلتون غيريرو
ويلتون غيريرو (بالإنجليزية: Wilton Guerrero)‏ هو لاعب كرة قاعدة دومينيكاوي، ولد في 24 أكتوبر 1974 في Don Gregorio, Dominican Republic ‏ في جمهورية الدومينيكان.

## وصلات خارجية
- ويلتون غيريرو على موقعبيزبول رفرنس.كوم (الدوري الرئيسي) (الإنجليزية)
- ويلتون غيريرو على موقعبيزبول رفرنس.كوم (الدوري الثانوي) (الإنجليزية)
- ويلتون غيريرو على موقع مشجعي الرسوم البيانية (الإنجليزية)